# 扎克拉德
49°33′9″N 23°56′53″E / 49.55250°N 23.94806°E

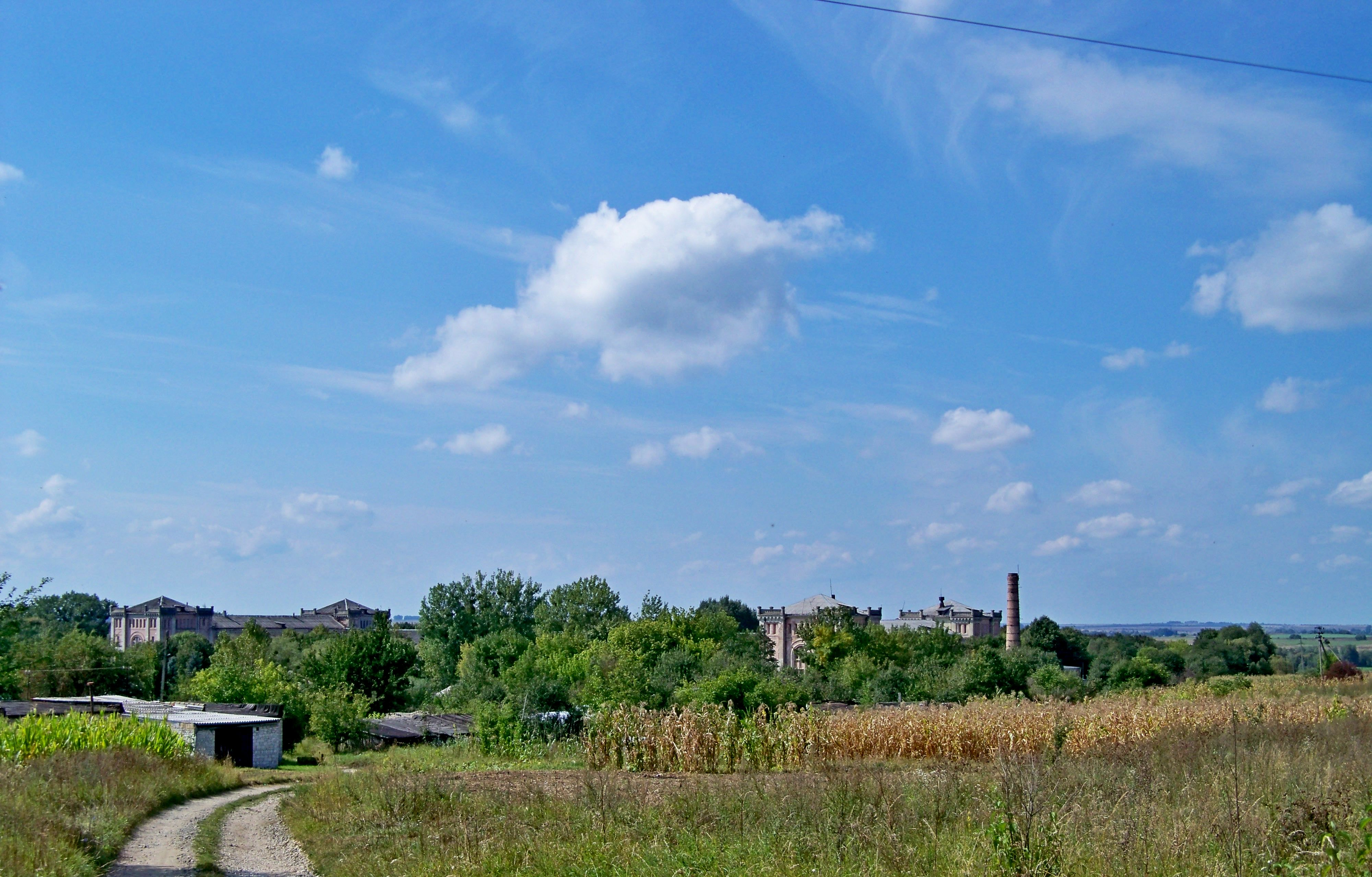

扎克拉德（烏克蘭語：Заклад），是烏克蘭的村庄，位於該國西部利沃夫州，由斯特雷區特羅斯佳內茨市鎮負責管轄，始建於1875年，面積0.05平方公里，海拔高度277米，2001年人口308，人口密度每平方公里6,695.65人。